# Larry Clark

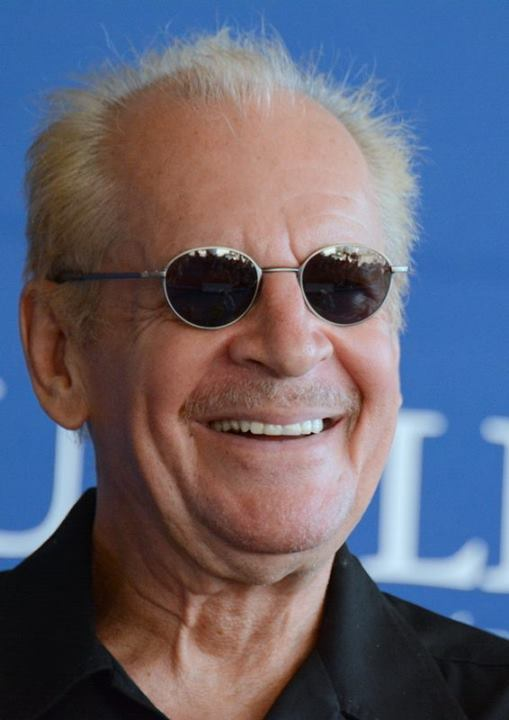
Larry Clark, 2013.

Lawrence Donald 'Larry' Clark (Tulsa, 19 januari 1943) is een Amerikaanse fotograaf en filmregisseur. Zijn onderwerp is gewoonlijk de rauwe wereld van jongeren voor wie seks, geweld, alcohol en andere drugs dingen van alledag zijn. Bekende films zijn Kids (Clarks filmdebuut uit 1995) en Ken Park (2002), die hij beide ook zelf (mede)schreef.

## Loopbaan
Voordat Clark films begon te maken, leerde hij foto's maken van zijn moeder Frances Clark, een babyfotograaf. Hij had altijd een camera bij zich en het fotograferen van de wereld om hem heen was voor hem een dagelijkse routine. In 1959 begon hij samen met vrienden te experimenteren met amfetamine. Na de middelbare school ging hij fotografie studeren aan de Layton School of Art in Milwaukee. In 1964 verhuisde hij naar New York, maar al na twee maanden moest hij in militaire dienst om te dienen in de Vietnamoorlog. Clarks eerste boek, onder de indruk van de Vietnamoorlog, was het fotoboek Tulsa (1971). Het werd gevolgd door Teenage Lust (1982) en The Perfect Childhood (1992). Deze boeken hebben alle drie een cultstatus bereikt.
Clarks eerste film Kids, over een groep straatjeugd die erop los leeft met thema's als drugs en aids, werd genomineerd voor de Gouden Palm. Hij liet in de productie onder meer Rosario Dawson, Chloë Sevigny en Leo Fitzpatrick debuteren, die er carrières als acteur aan overhielden. Kids was een logisch vervolg op Clarks eerdere fotografiewerk, waarin hij onder meer zijn vrienden vastlegde terwijl ze op straat rondhingen en drugs gebruikten.
Voor zijn volgende film Another Day in Paradise (met James Woods en Melanie Griffith in de hoofdrollen) won Clark zijn eerste filmprijs, de Grand Prix op het Cognac Festival du Film Policier (Frankrijk). Voor Bully won hij het Bronzen Paard op het Stockholm Film Festival.

## Filmografie
- The Smell of Us (2014)
- Marfa Girl (2013)
- 42 One Dream Rush (2009)
- Destricted (2006)
- Wassup Rockers (2005)
- Ken Park (2002)
- Teenage Caveman (2002)
- Bully (2001)
- Another Day in Paradise (1997)
- Kids (1995)